# Déjà Vu
Az 1970-es Déjà Vu a Crosby, Stills, Nash & Young nagylemeze, az első ezzel a négyes felállással. Egy hétig vezette a pop albumlistát, és három top 40-es kislemezt hozott a zenekarnak: Teach Your Children "Our House és Woodstock. Az album szerepel az 1001 lemez, amit hallanod kell, mielőtt meghalsz című könyvben.

## Az album dalai
| 1. | Carry On            | Stephen Stills | 4:26 |
| 2. | Teach Your Children | Graham Nash    | 2:53 |
| 3. | Almost Cut My Hair  | David Crosby   | 4:31 |
| 4. | Helpless            | Neil Young     | 3:33 |
| 5. | Woodstock           | Joni Mitchell  | 3:54 |

| 1. | Déjà Vu              | Crosby        | 4:12 |
| 2. | Our House            | Nash          | 2:59 |
| 3. | 4 + 20               | Stills        | 2:04 |
| 4. | Country Girl         | Young         | 5:11 |
| 5. | Everybody I Love You | Stills, Young | 2:21 |

## Helyezések

### Album
| Év   | Lista                                   | Helyezés |
| ---- | --------------------------------------- | -------- |
| 1970 | Billboard Pop Albums                    | 1        |
| 1970 | Brit albumlista                         | 5        |
| 1970 | Ausztrál albumlista (Kent Music Report) | 1        |

### Kislemezek
| Év   | Kislemez            | Lista                 | Helyezés |
| ---- | ------------------- | --------------------- | -------- |
| 1970 | Our House           | Billboard Pop Singles | 30       |
| 1970 | Teach Your Children | Billboard Pop Singles | 16       |
| 1970 | Woodstock           | Billboard Pop Singles | 11       |

## Közreműködők

### Crosby, Stills, Nash & Young
- David Crosby – ritmusgitár, ének
- Stephen Stills – gitár, basszusgitár, billentyűk, vokál
- Graham Nash – ritmusgitár, billentyűk, vokál
- Neil Young – gitár, billentyűk, szájharmonika, vokál

### További zenészek
- Dallas Taylor – dob, ütőhangszerek
- Greg Reeves – basszusgitár (A3-B1, B4, B5)
- Jerry Garcia – pedal steel gitár (a Teach Your Children-en)
- John Sebastian – szájharmonika (a Déjà Vu-n)